# Ipomopsis sonorae
Ipomopsis sonorae är en blågullsväxtart som först beskrevs av Joseph Nelson Rose, och fick sitt nu gällande namn av A. Grant. Ipomopsis sonorae ingår i släktet Ipomopsis och familjen blågullsväxter. Inga underarter finns listade i Catalogue of Life.